# صالة (بوالحسن)
صالة (بالفارسية: صاله) هي قرية تقع في إيران في قسم بوالحسن الريفي. يقدر عدد سكانها بـ 239 نسمة بحسب إحصاء 2016.